# Вулка Косовска
Вулка Косовска (на полски: Wólka Kosowska) е село в Мазовско войводство, централна Полша, част от община Лешноволя на Пясеченски окръг. Населението му е около 769 души (2013).
Разположено е в Средноевропейската равнина, на 26 km югозападно от центъра на Варшава и на 23 km югозападно от левия бряг на река Висла.